# Thomas Kuhn
Thomas Samuel Kuhn (Cincinnati, Ohio, 1922. július 18. – Cambridge, Massachusetts, 1996. június 17.) amerikai tudománytörténész és a tudományfilozófus volt, akinek 1962-es, sokat vitatott könyve, A tudományos forradalmak szerkezete, rendkívüli hatással volt mind akadémiai (irányító jellegű tudományos intézményi), mind azon kívüli körökre. Bevezette a „paradigmaváltás” fogalmát, amely azóta központi kifejezéssé vált.
Kuhn több jelentős állítást tett a tudományos ismeretek előrehaladását illetően: hogy a tudományos területek időszakos „paradigmaváltásokon” mennek keresztül, nem pedig lineáris és folyamatos úton haladnak előre; hogy ezek a paradigmaváltások új megközelítéseket nyitnak meg olyan felfogási folyamatok iránt, melyeket a tudósok azelőtt soha nem tartottak volna érvényesnek; és hogy a tudományos igazság fogalma egy adott pillanatban nem hozható létre kizárólag objektív kritériumokkal, mert azt a tudományos közösség konszenzusa határozza meg. A versengő paradigmák gyakran összemérhetetlenek, vagyis a valóság olyan jelentéseit versenyeztetik, amelyek összefüggéseikben nem egyeztethetőek össze. Így a tudományos megértés soha nem alapulhat teljes „objektivitáson”.

## Élete
Thomas Kuhn Cincinnatiben, Ohioban született, Samuel L. Kuhn, üzemmérnök, és Minette Stroock Kuhn házasságából. Fizikusi diplomáit a Harvard Egyetemen szerezte: BSc fokozatot 1943-ban, MSc fokozatot 1946-ban, PhD fokozatot pedig 1949-ben. Amint maga is kifejti A tudományos forradalmak struktúrája második kiadása előszavának első néhány oldalán, a Harvard Junior Ösztöndíj által biztosított három évig tartó teljes akadémiai szabadság meghatározó tényező volt abban, hogy a fizikától a tudomány története (és filozófiája) felé forduljon. Később, 1948-tól 1956-ig, egy tudománytörténeti kurzust tartott a Harvardon (az egyetem elnöke, James Conant javaslatára). 
A Harvard után Kuhn a Kaliforniai Berkeley Egyetemen tanított, a filozófia tanszéken és a történelem tanszéken, miközben 1961-ben a Tudománytörténet Professzora címet is megkapta. A Berkeley egyetemen írta meg és adta ki (1962-ben) legismertebb és legbefolyásosabb művét, A tudományos forradalmak szerkezetét. 1964-ben került a Princetoni Egyetemre, ahol megkapta a Moses Taylor Pyneról nevezett professzori pozíciót (filozófia- és tudománytörténet). 1979-ben pedig a Massachusettsi Technológiai Intézetbe (MIT), ahol a Laurance S. Rockefellerről nevezett filozófiaprofesszori állást töltötte be 1991. Kuhn interjút és hangfelvételt készített Bohrral, a dán fizikussal, Bohr halála előtt egy nappal. 
1994-ben Kuhnnál tüdőrákot diagnosztizáltak, ebbe halt bele 1996-ban. Kétszer házasodott, először Kathryn Muhs-t vette feleségül (akitől három gyermeke született), később pedig Jehane Barton Burns-t (Jehane R. Kuhn).

## A tudományos forradalmak szerkezete
A tudományos forradalmak szerkezete (SSR), Kuhn fő műve, eredetileg cikként jelent meg a Bécsi kör logikai pozitivistái által működtetett Egyesített Tudomány Nemzetközi Enciklopédiájában. Alapötlete egy megvilágosodásszerű élményre épült, amely Arisztotelész Fizikájának tanulmányozása közben érte a szerzőt.
A könyvben Kuhn azt mutatta be, hogy a tudomány nem az új ismeretek lineáris felhalmozódásával halad előre, hanem időről időre forradalmakon megy keresztül, melyeket „paradigmaváltásoknak” is nevezett (noha nem tőle származik a kifejezés, csak a népszerűségéhez járult hozzá) – ezek során a tudományos kutatás jellege hirtelen átalakuláson megy keresztül egy adott területen. A tudomány általában három különböző szakaszra osztható. Az első a megsejtés, melyből hiányzik a központi paradigma. Ezt követi a „szokásos” tudomány, amikor a tudósok „kirakósként” próbálják meg kiterjeszteni a központi paradigmát. A paradigma által vezérelve a normál tudomány rendkívül produktív: „ha a paradigma sikeres, a szakmabeliek olyan problémák oldanak meg, melyeket a paradigma iránti elkötelezettség nélkül elképzelni is aligha tudtak volna, és amelyekkel soha nem kezdtek volna el foglalkozni.”
A normál tudomány időszakában a paradigmának való megfelelés sikertelenségét nem a paradigma megcáfolásának tekintik, hanem a kutató hibájának, szemben Popper cáfolati kritériumával. Amint anomáliás eredmények jönnek létre, a tudomány eléri a krízist, amely ponton egy új paradigmát fogadnak el, amely egy keretbe foglalja össze a régi eredményeket az anomáliás eredményekkel. Ezt nevezik forradalmi tudománynak.
Az SSR-ben Kuhn azt is kifejti, hogy a rivális paradigmák összemérhetetlenek, vagyis egy paradigmát nem lehet megérteni egy másik rivális paradigma fogalmi keretén és terminológiáján belül. Sok kritikus, például David Stove (Popper és az utána következők, 1982) szerint úgy tűnik, hogy ez a tézis azt jelenti, hogy az elméletek megválasztása alapvetően irracionális: ha a rivális elméleteket nem lehet közvetlenül összehasonlítani, akkor nem tudunk racionálisan dönteni arról, melyik a jobb. Vita tárgya, hogy Kuhn nézetei relativistának tekinthetők-e. Kuhn maga az SSR harmadik kiadásában tagadta a relativizmus vádját, és tisztázni próbálta nézeteit a további téves értelmezés elkerülése érdekében. Freeman Dyson idézte Kuhnt, amint azt mondja: „Nem vagyok Kuhnista!”, utalva a relativizmusra, amit néhány filozófus épített ki az ő munkája alapján.
Kuhn munkájának rendkívüli hatása azokkal a változásokkal mérhető, melyeket a tudomány filozófiájának szókincsében hozott: a „paradigmaváltáson” kívül Kuhn magát a „paradigma” szót a nyelvészet bizonyos formáiban és jelenlegi átfogóbb értelmében Georg Lichtenberg munkásságában használt kifejezésből népszerűsítette, megalkotta a „normál tudomány” kifejezést, mely a paradigmán belül dolgozó tudósok viszonylag rutinszerű, napi munkájára utal, és nagymértékben felelős volt a „tudományos forradalmak” kifejezés többes számban történő használatáért, ami igen különböző időszakokban, és különböző tárgyakban történt, szemben az egyes számú „Tudományos Forradalommal” a késői reneszánsz idején. A „paradigmaváltás” kifejezés gyakori használata a tudósokat tájékozottabbá, és sok esetben befogadóbbá tette a paradigmaváltozások iránt, így a tudományos nézetek evolúciójának Kuhn által történő elemzése maga is hatással volt erre az evolúcióra.
Kuhn munkásságát széles körben felhasználták a társadalomtudományban, például a nemzetközi kapcsolatokról szóló posztpozitivista-pozitivista vitában. Kuhnt a Merton utáni tudásszociológia meghatározó alakjának tartják.
Kuhn arra a kritikára, hogy az SSR-ben a tudományról kifejtett nézetei relativizmust eredményeznének, az „Objektivitás, Értékítélet és Teóriaválasztás” című esszéjében válaszol. Az esszében öt kritériumot idéz föl az SSR utolsó előtti fejezetéből, melyek meghatározzák (vagy helyesebben segítenek meghatározni) a teóriaválasztást:
1. pontos – empirikusan összeegyeztethető a kísérletekkel és megfigyeléssel
2. következetes – belül következetes, de külsőleg is kompatibilis más elméletekkel
3. kiterjedt érvényességű – egy elmélet következményeinek túl kell mutatnia azon, melynek magyarázatára eredetileg létrejött
4. egyszerű – a legegyszerűbb magyarázat (mint Occam borotvája)
5. eredményes – egy elméletnek új jelenségeket vagy a jelenségek közti új kapcsolatokat kell feltárnia

Majd annak bemutatásával folytatja, hogy habár ezek a kritériumok kétségkívül meghatározzák a teóriaválasztást, igen pontatlanok a gyakorlatban, és eléggé viszonylagosak az egyes tudósoknál. Kuhn szerint „Amikor a tudósoknak választaniuk kell a versengő teóriák között, előfordulhat, hogy két személy, akik a választási kritériumok teljesen megegyező listája iránt elkötelezettek, mégis különböző következtetésekre jutnak.” Ezért a kritériumok mégsem „objektívek” a szó szokásos értelmében, hiszen az egyes tudósok ugyanazon kritériumokból kiindulva eltérő következtetésekre jutnak, ugyanis az egyik kritériumot többre értékelik, mint a másikat, esetleg önös, vagy más szubjektív okból további kritériumot adnak hozzá. Ezt követően Kuhn a következőt mondja: „Természetesen azt állítom, hogy a választási kritériumok, amelyekkel kezdtem, nem szabályként működnek, melyek meghatározzák a választást, hanem értékként, amelyek befolyásolják azt.” Mivel Kuhn a tudomány történetét használja a tudomány leírásában, az elméletválasztás kritériumait vagy értékeit gyakran inkább a tudományos közösség a elméletválasztásának leíró normatív szabályaiként (vagy helyesebben értékeiként) értelmezik, mintsem előíró normatív szabályokként, a „kritérium” szó szokásos értelmében, habár a tudomány Kuhn-féle leírásának sok különböző értelmezése létezik.

## A Polányi–Kuhn vita
Habár Kuhn és Polányi Mihály különböző terminológiákat használtak, mindketten úgy tartották, hogy a tudósok szubjektív tapasztalatai tették relativizálttá a tudományt. Polányi már évtizedek óta tartott előadásokat a témában, mielőtt Kuhn megjelentette „A tudományos forradalmak struktúráját”. Polányi támogatói plagizálással vádolták Kuhnt, mivel köztudomású volt, hogy Kuhn Polányi több előadásán is részt vett, és hogy a két férfi vég nélküli vitát folytatott a tudomány ismeretelméletéről, mielőtt hírnévre tettek szert. Kuhn, válaszul ezekre a kritikákra, idézte Polányit A tudományos forradalmak struktúrája második kiadásában, és a két tudós megállapodott abban, hogy félreteszik a nézeteltéréseiket, reménylve, hogy felvilágosíthatják a világot a tudomány dinamikus természetéről. Ezen intellektuális szövetség ellenére Polányi munkásságát folyamatosan Kuhn paradigmaváltásainak keretein belül értelmezték, Polányi legnagyobb döbbenetére.

## Díjak, elismerések
Kuhnt 1954-ben Guggenheim Tagnak nevezték, és 1982-ben a Tudomány Történelme Társaság a George Sarton Érmet adományozta neki. Számos tiszteletbeli doktorátusi címmel is kitüntették.

## Magyarul
- A tudományos forradalmak szerkezete; utószó Fehér Márta, ford. Bíró Dániel; Gondolat, Bp., 1984 (Társadalomtudományi könyvtár)